# الكسندر هارلي
الكسندر هارلي (بالإنجليزية: Alexander Harley)‏ هو عسكري بريطاني، ولد في 3 مايو 1941.